# Heterophysa
Heterophysa là một chi bướm đêm thuộc họ Noctuidae.

## Các loài
- Heterophysa dumetorum (Geyer, [1834])